# Maschinenfabrik Cyclop

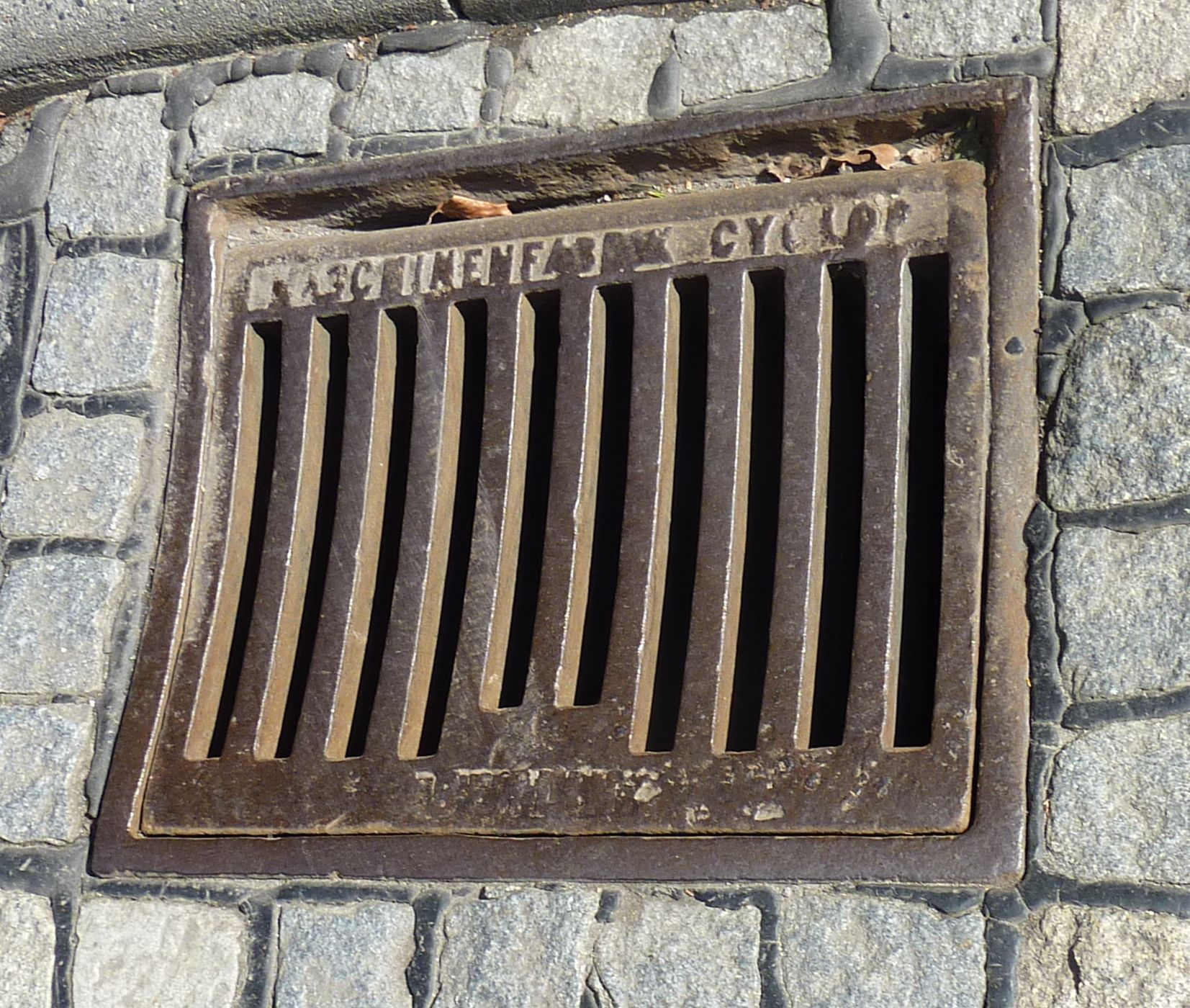
Ein Produkt des Unternehmens in Halberstadt

Die Maschinenfabrik „Cyclop“ Mehlis & Behrens war ein Unternehmen in Berlin, das unter anderem Dampfmaschinen, Straßenwalzen, Brücken, Schachtdeckel, Pumpen und Zubehör für Wasserwerke etc. produzierte. Die Fabrik war lange Jahre auf dem Gelände Pankstraße 14/15 (später Pankstraße 29) im Wedding, ab 1912 an der Cyclopstraße in Wittenau.

## Geschichte und Produkte
Gegründet wurde das Unternehmen im Jahr 1872 von den Zivilingenieuren Georg Mehlis und Ernst Behrens. Laut einer Werbeanzeige aus dem Jahr 1896 produzierte es auch große Eisenkonstruktionen wie Brücken, unter anderem die Kuppel des 1884–1894 errichteten Reichstagsgebäudes, und Gerätschaften wie Krane und Aufzüge.
In Berlin wurden ab 1873 Dampfwalzen im Straßenbau eingesetzt. Die ersten Exemplare wurden allerdings in Großbritannien gekauft, da erst um 1880 auch in Deutschland solche Geräte produziert wurden. Zu den ersten Dampfwalzen-Herstellern in Deutschland gehörten Gotthilf Kuhn in Stuttgart, J. A. Maffei und Krauss & Comp. in München sowie drei Berliner Unternehmen, unter denen auch die Maschinenfabrik Cyclop war. Diese baute 1879 für die Stadt Berlin eine Dampfwalze, die sich von den bisher angeschafften Modellen stark unterschied. Sie besaß einen stehenden Kessel und eine Zwillingsmaschine, die auf die Hinterwalze wirkte. Vorder- und Hinterwalze hatten denselben Durchmesser. Diese erste Cyclop-Dampfwalze, die die Berliner Stadtverwaltung ankaufte, war etwa 14,7 Tonnen schwer. Wenige Jahre später nahm Berlin noch eine zweite Dampfwalze von Cyclop in Betrieb, die rund 17 Tonnen wog. Nach eigenem Bekunden hatte die Maschinenfabrik Cyclop bis zur Gewerbeausstellung von 1896 bereits zehn besonders große und leistungsfähige Dampfwalzen gebaut. Um diese Zeit waren in der Maschinenfabrik Cyclop etwa 500 Arbeiter beschäftigt.
1901 lieferte die Fabrik ein Aggregat für die Straßenbeleuchtung in Frankfurt (Oder). 1903 wurden die beiden von der Maschinenfabrik Cyclop gebauten Hubportale des Eisenbahntrajekts Warnemünde–Gedser im Warnemünder Fährhafen in Betrieb genommen, deren Konstruktion mit vom Berliner Architekten Bruno Möhring entworfenen dekorativen Elementen versehen war. Zwei weitestgehend identische Hubportale montierte das Unternehmen 1909 im alten Sassnitzer Fährhafen auf Rügen für das Eisenbahntrajekt Sassnitz–Trelleborg. Beide Fähr-Anlagen sind nicht erhalten.
Das Unternehmen wurde Namensgeber der einzigen Cyclopstraße Deutschlands, die 1911 in der damals noch nicht zu Berlin gehörenden Gemeinde Wittenau benannt wurde – obwohl das Unternehmen nach verschiedenen Quellen erst 1912 an dieser Straße seine neuen Fabrikationsanlagen in Betrieb nahm. Offenbar überstand das Unternehmen den Ersten Weltkrieg nicht, denn nach Kriegsende brachte die Berliner Straßenbahn ihr Hauptlager auf dem ehemaligen Fabrikgelände unter.
Von den Fabrikhallen der Maschinenfabrik Cyclop auf dem Areal Cyclopstraße 9–27, die dann offenbar auch von der Berliner Straßenbahn genutzt wurden, ist nichts erhalten geblieben. Sie wurden 1982 abgerissen und durch eine neue Bebauung ersetzt.
Der nördliche Teil der Cyclopstraße, die einst parallel zur Nordbahn vom Göschenplatz bis zum S-Bahnhof Waidmannslust führte, wurde im Jahr 1987 in Jean-Jaurès-Straße umbenannt und hatte zuvor wahrscheinlich auch schon den Namen Parallelstraße getragen. Der südliche Teil der Straße hat seinen ursprünglichen Namen behalten.

## Erhaltene Produkte
Im Architekturmuseum der Technischen Universität Berlin sind Zeichnungen Paul Lehmgrübners zur Restaurierung der Marienkirche in Mühlhausen/Thüringen erhalten. Darunter ist auch die Darstellung einer Schraubenwinde der Maschinenfabrik Cyclop, die eine Tragfähigkeit von 40 Tonnen hatte.
In einem stillgelegten Schöpfwerk in Vehlgast befindet sich noch eine Pumpe, die im Jahr 1900 in der Maschinenfabrik Cyclop hergestellt wurde. Die historische Pumpe, die als einmalig in Sachsen-Anhalt gilt, soll als technisches Denkmal erhalten bleiben. Sie wurde zunächst mit Dampfkraft angetrieben. Albert Gieseler spekulierte, ob die zunächst an eine Dampfmaschine angeschlossene Kreiselpumpe 1926 auf elektrischen Antrieb umgestellt worden sein könnte. Ingo Freihorst berichtet dagegen in einem Zeitungsartikel, die Pumpe sei ab 1927 mit Windkraft angetrieben worden. Gegen Ende des Zweiten Weltkriegs sei das Windrad abgebaut worden, um kein Ziel für Fliegerangriffe und Artilleriefeuer zu bieten. Das Kesselhaus und sein Schornstein existierten laut Freihorst bis 1977, die Pumpe sei aber noch ein Jahr länger genutzt worden.

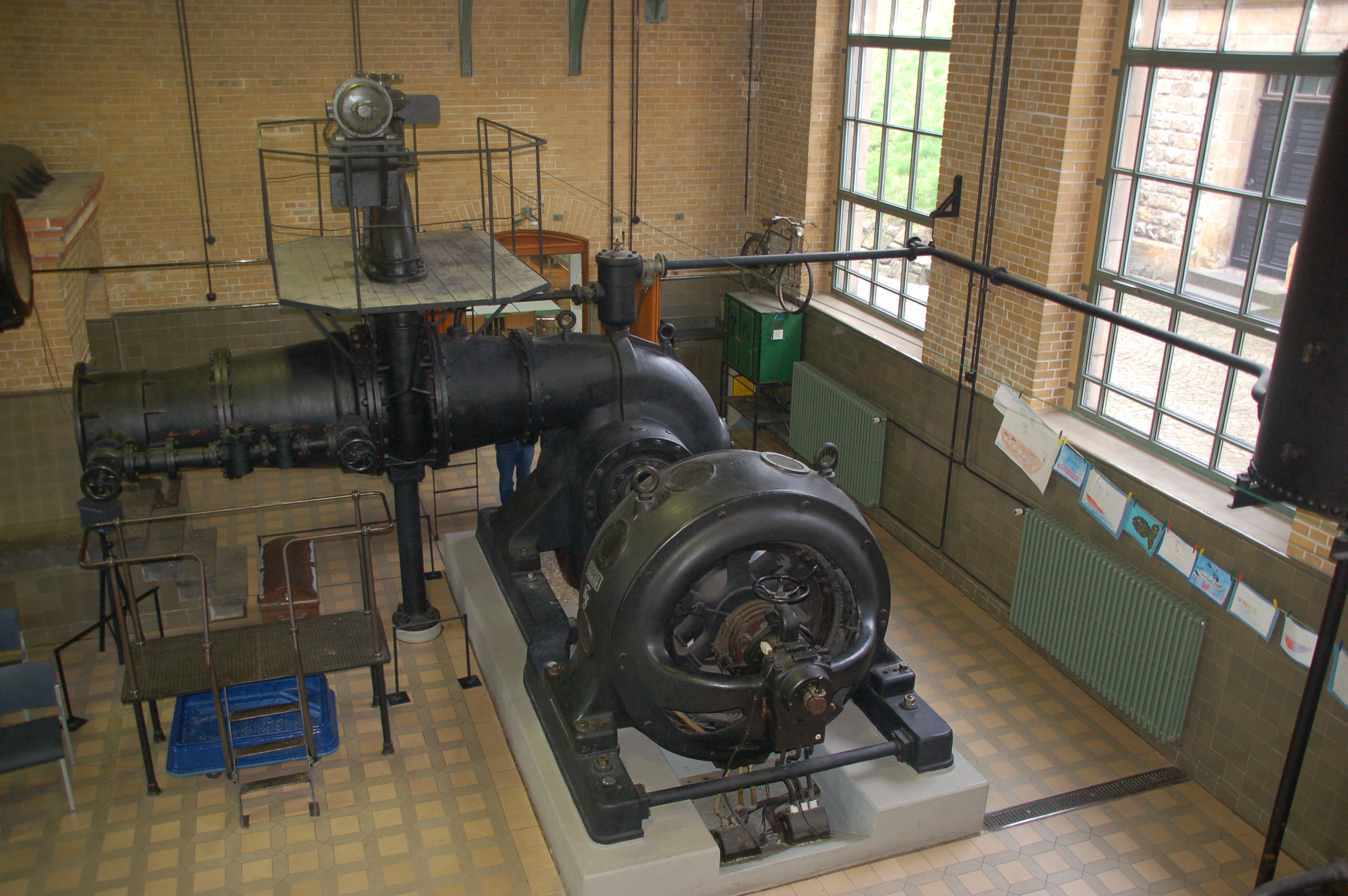
Pumpe im Schiffshebewerk Henrichenburg

Im Schiffshebewerk Henrichenburg, das Teil des LWL-Industriemuseums ist, befindet sich eine 1914 hergestellte Pumpe der Maschinenfabrik Cyclop. Das Schiffshebewerk selbst ist älter; es wurde als erste Einrichtung seiner Art schon 1899 eingeweiht, aber 1914 um eine Schachtschleuse mit mehreren Sparbecken ergänzt.